# Ornes (Frankrijk)
Ornes is een gemeente in het Franse departement Meuse in de regio Grand Est en het kanton Belleville-sur-Meuse sinds op 22 maart 2015 het kanton Charny-sur-Meuse werd opgeheven. De gemeente telt 6 inwoners (2011).

## Geschiedenis
Ornes is een van de negen Franse dorpen die zijn verwoest tijdens de Eerste Wereldoorlog en die nooit herbouwd zijn. Beaumont-en-Verdunois werd tot "village mort pour la France" verklaard en ingericht als gedenkplaats. Tegenwoordig wordt de gemeente bestuurd door een raad van drie personen die is aangesteld door de prefect van het departement Meuse.

## Geografie
De oppervlakte van Ornes bedraagt 10,0 km², de bevolkingsdichtheid is dus 0,6 inwoners per km². In de gemeente ontspringt de Orne, een zijrivier van de Moezel.
De onderstaande kaart toont de ligging van Ornes (Frankrijk) met de belangrijkste infrastructuur en aangrenzende gemeenten.

## Demografie
Onderstaande figuur toont het verloop van het inwonertal (bron: INSEE-tellingen).